# Dierna monotona
Dierna monotona là một loài bướm đêm trong họ Noctuidae.